# Августа, Ян
Ян (Иоганн) Августа (чеш. Jan Augusta, нем. Johann Augusta; известен также как Ян Клобучник, чеш. Jan Kloboučník; 1500, Прага — 13 января 1572, Юнгбунцлау) — чешский богослов и проповедник XVI века.
Старшина чешского братства, друг Лютера и Меланхтона. Сначала держался учения утраквистов (приемлющих причастие под обоими видами), но потом принял учение чешских братьев, которых стал старшиной, и пострадал при Фердинанде: подвергнут был пыткам и 16 лет пребывал в тюремном заключении в королевском замке Кршивоклат; его выпустили на свободу при Максимилиане, 1564.